# Championnats d'Europe de course en montagne 2002
Navigation
2001 2003
Les championnats d'Europe de course en montagne 2002 sont une compétition de course en montagne qui s'est déroulée le 7 juillet 2002 à Câmara de Lobos sur l'île de Madère au Portugal. Il s'agit de la huitième édition de l'épreuve. C'est la première édition qui est chapeautée par l'Association européenne d'athlétisme et qui est renommée championnats d'Europe pour l'occasion.

## Résultats
La course masculine se dispute sur un parcours de 13,2 km et 777 m de dénivelé. Le Turc Abdülkadir Türk prend le premier les commandes en imposant un rythme élevé. Le Suisse Alexis Gex-Fabry parvient à le doubler mais est ensuite victime de crampes. Il parvient à s'imposer tandis que le champion du monde Marco De Gasperi parvient à terminer deuxième. L'Italie remporte le classement par équipes devant l'Autriche et la France,.
La course féminine se dispute sur un parcours de 8,7 km. La championne en titre Svetlana Demidenko parvient à défendre son titre avec succès face à la surprenante Belge Catherine Lallemand. La Tchèque Anna Pichrtová complète le podium. L'Italie s'impose au classement par équipes devant la République tchèque et le Royaume-Uni.

### Individuels
| Rang               | Athlète          | Pays     | Temps       |
| ------------------ | ---------------- | -------- | ----------- |
| Médaille d'or      | Alexis Gex-Fabry | Suisse   | 56 min 37 s |
| Médaille d'argent  | Marco De Gasperi | Italie   | 56 min 55 s |
| Médaille de bronze | Abdülkadir Türk  | Turquie  | 57 min 52 s |
| 4                  | Emanuele Manzi   | Italie   | 58 min 0 s  |
| 5                  | Marco Gaiardo    | Italie   | 58 min 45 s |
| 6                  | Florian Heinzle  | Autriche | 59 min 15 s |
| 7                  | Markus Kröll     | Autriche | 59 min 45 s |
| 8                  | Alexander Rieder | Autriche | 59 min 47 s |

| Rang               | Athlète             | Pays        | Temps       |
| ------------------ | ------------------- | ----------- | ----------- |
| Médaille d'or      | Svetlana Demidenko  | Russie      | 39 min 59 s |
| Médaille d'argent  | Catherine Lallemand | Belgique    | 41 min 5 s  |
| Médaille de bronze | Anna Pichrtová      | Tchéquie    | 42 min 1 s  |
| 4                  | Izabela Zatorska    | Pologne     | 42 min 11 s |
| 5                  | Angela Mudge        | Royaume-Uni | 42 min 23 s |
| 6                  | Valentina Belotti   | Italie      | 42 min 47 s |
| 7                  | Romina Sedoni       | Italie      | 43 min 45 s |
| 8                  | Ines Hižar          | Slovénie    | 43 min 49 s |

### Équipes
| Rang               | Pays                                                                                       | Points |
| ------------------ | ------------------------------------------------------------------------------------------ | ------ |
| Médaille d'or      | Italie Marco De Gasperi (2e) Emanuele Manzi (4e) Marco Gaiardo (5e) Lucio Fregona (10e)    | 11     |
| Médaille d'argent  | Autriche Florian Heinzle (6e) Markus Kröll (7e) Alexander Rieder (8e) Helmut Schmuck (42e) | 21     |
| Médaille de bronze | France Franck Lelut (13e) Gilles Roux (15e) Raymond Fontaine (19e) Gilles Segris (28e)     | 47     |

| Rang               | Pays                                                                                            | Points |
| ------------------ | ----------------------------------------------------------------------------------------------- | ------ |
| Médaille d'or      | Italie Valentina Belotti (6e) Romina Sedoni (7e) Vittoria Salvini (9e) Asha Tonolini (14e)      | 22     |
| Médaille d'argent  | Tchéquie Anna Pichrtová (3e) Pavla Matyášová (13e) Pavla Rozkovcová (25e) Barbora Kuncová (32e) | 41     |
| Médaille de bronze | Royaume-Uni Angela Mudge (5e) Rowan Smith (21e) Natalie White (24e) Louise Sharp (28e)          | 50     |